# Rimini-Miramares flygplats
Rimini-Miramares flygplats även känd som Federico Fellinis flygplats (italienska: Aeroporto Rimini-Miramare eller Aeroporto Federico Fellini) (flygplatskod: IATA: RMI, ICAO: LIPR), är en internationell flygplats belägen 8 kilometer söder om staden Rimini, Italien och 16 kilometer nordost om San Marino.
Flygplatsen ligger i södra delen av Miramare, 5,2 kilometer sydost om stadens centrum. Förutom att betjäna provinsen Rimini, är Federico Fellini International Airport den främsta flygporten till den närliggande oberoende republiken San Marino. Flygplatsen är en avgörande länk i den lokala ekonomin, särskilt för turister som besöker rivieran romagnola. Sedan 2015 har Riminis flygplats förvaltats av AIRiminum 2014 SpA. Den är uppkallad efter den italienske filmskaparen Federico Fellini, som föddes i Rimini.

## Flygbolag och destinationer
Följande flygbolag erbjuder året runt och säsongsbetonade reguljär- och charterflyg på Rimini Airport:
| Flygbolag | Destinationer                                                                                    |
| --------- | ------------------------------------------------------------------------------------------------ |
| airBaltic | Säsong: Riga                                                                                     |
| Albawings | Säsong: Tirana                                                                                   |
| Luxair    | Säsong: Luxembourg                                                                               |
| Neos      | Säsong: Djerba, Rhodos, Sharm El Sheikh                                                          |
| Ryanair   | Cagliari Säsong: Budapest, Kaunas, Kraków, London–Stansted, Palermo, Prag, Wien, Warszawa–Modlin |
| Wizz Air  | Tirana                                                                                           |